# موتورولا للهواتف النقالة
شركة موتورولا موبيليتي (بالإنجليزية: Motorola Mobility)‏ هي شركة أمريكية متخصصة في معدات الاتصالات السلكية واللاسلكية والآن تملكها شركة لينوفو ومقرها في بكين. واصلت موتورولا تواجه مشاكل حادة مع شعبة الهاتف المحمول وكانت آخر خسائرها، في 15 أغسطس، 2011، شركة جوجل أعلنت أنها وافقت على شراء الشركة مقابل 12.5 مليار دولار أمريكي وشملت اقتناء محفظة كبيرة من براءات الاختراع التي تملكها شركة موتورولا. في 13 فبراير 2012 تلقت جوجل الموافقة النهائية من وزارة العدل في الولايات المتحدة والاتحاد الأوروبي وجمهورية الصين الشعبية وافقت أيضاً على الاندماج مقابل 12مليار دولار ثم لاحقا في 2014 قامت شركة لينوفو بشراء موتورولا موبيليتي من شركة جوجل مقابل 2.91 مليار دولار امريكي
Motorola Mobility LLC ، التي تم تسويقها باسم Motorola ، هي شركة أمريكية مصنعة للإلكترونيات الاستهلاكية ، وهي شركة تابعة لشركة التكنولوجيا الصينية متعددة الجنسيات لينوفو. تصنع موتورولا بشكل أساسي الهواتف الذكية والأجهزة المحمولة الأخرى التي تعمل بنظام التشغيل أندرويد الذي طورته جوجل.
تم تشكيل Motorola Mobility في 4 يناير 2011 ، بعد تقسيم موتورولا إلى شركتين منفصلتين ، مع Motorola Mobility التي تفترض خطوط إنتاج الشركة الموجهة للمستهلكين (بما في ذلك أعمال الهواتف المحمولة ، بالإضافة إلى أجهزة المودم الكابلي والتلفزيون المدفوع مربعات ) ، بينما تولت شركة Motorola Solutions خطوط إنتاج الشركة الموجهة نحو المؤسسات.
في مايو 2012 ، استحوذت جوجل على Motorola Mobility مقابل 12.5 مليار دولار أمريكي ؛ كان الهدف الرئيسي من الشراء هو الحصول على محفظة براءات الاختراع الخاصة بشركة Motorola ، من أجل حماية بائعي Android الآخرين من التقاضي. تحت جوجل ، زادت Motorola من تركيزها على سوق الهواتف الذكية للمبتدئين ، وتحت قسم Google ATAP ، بدأت التطوير في Project Ara - وهو نظام أساسي للهواتف الذكية المعيارية ذات المكونات القابلة للتبديل. بعد فترة وجيزة من الشراء ، باعت جوجل مودم الكبل وجهاز فك التشفير لشركة Motorola Mobility لشركة Arris Group .
لم تدم ملكية جوجل للشركة طويلاً. في يناير 2014 ، أعلنت جوجل أنها ستبيع Motorola Mobility إلى لينوفو مقابل 2.91 مليار دولار. تم الانتهاء من البيع ، الذي استبعد ATAP وجميع براءات اختراع Motorola باستثناء 2000 ، في 30 أكتوبر 2014. كشفت Lenovo عن نيتها في استخدام Motorola Mobility كوسيلة للتوسع في سوق الهواتف الذكية بالولايات المتحدة. في أغسطس 2015 ، تم دمج قسم الهواتف الذكية الحالي في Lenovo بواسطة Motorola Mobility.

## تاريخ
في 4 يناير 2011 ، تم تقسيم شركة Motorola Inc. إلى شركتين للتداول العام ؛ استحوذت شركة Motorola Solutions على وحدات الأعمال الموجهة نحو المؤسسات في الشركة ، بينما تولت شركة Motorola Mobility القسم المستهلك المتبقي. تتألف Motorola Mobility في الأصل من أعمال الأجهزة المحمولة ، التي أنتجت الهواتف الذكية وملحقاتها المحمولة بما في ذلك سماعات الرأس التي تعمل بتقنية Bluetooth والأعمال المنزلية التي أنتجت أجهزة فك التشفير وحلول الفيديو الشاملة والهواتف اللاسلكية وأجهزة المودم الكبلية . من الناحية القانونية ، تم تنظيم الانقسام بحيث غيرت شركة Motorola اسمها إلى Motorola Solutions وانفصلت عن Motorola Mobility كشركة جديدة يتم تداولها علنًا.

### 2012-2014: ملكية جوجل
في 15 أغسطس 2011 ، أعلنت شركة التكنولوجيا الأمريكية <وجل أنها ستستحوذ على Motorola Mobility مقابل 12.5 دولارًا مليار ، بانتظار الموافقة التنظيمية. نظر النقاد إلى جوجل على أنها فارس أبيض ، حيث أن موتورولا تعرضت مؤخرًا لخسائر في الربع الخامس على التوالي. خططت جوجل لتشغيل Motorola كشركة مستقلة. في منشور على مدونة الشركة ، كشف الرئيس التنفيذي لشركة جوجل والمؤسس المشارك لاري بيدج أن استحواذ جوجل على Motorola Mobility كان خطوة إستراتيجية لتعزيز محفظة براءات اختراع جوجل . في ذلك الوقت ، كان لدى الشركة 17000 براءة اختراع ، مع 7500 براءة اختراع معلقة. كانت المحفظة الموسعة للدفاع عن جدوى نظام التشغيل Android الخاص بها ، والذي كان موضوع العديد من الدعاوى القضائية المتعلقة بانتهاك براءات الاختراع بين بائعي الأجهزة وشركات أخرى مثل Apple وMicrosoft وOracle .
في 17 نوفمبر 2011 ، أعلنت شركة Motorola أن مساهميها صوتوا لصالح استحواذ جوجل على الشركة مقابل 12.5 مليار دولار. حصلت الصفقة على الموافقة التنظيمية من وزارة العدل الأمريكية والاتحاد الأوروبي في 13 فبراير 2012. حصلت الصفقة على موافقة لاحقة من السلطات الصينية واكتملت في 22 مايو 2012. إلى جانب اكتمال عملية الاستحواذ ، تم استبدال سانجاي جها ، الرئيس التنفيذي لشركة Motorola Mobility ، بدينيس وودسايد ، وهو نائب رئيس أول سابق في جوجل .
في 13 أغسطس 2012 ، أعلنت جوجل أنها ستقطع 4000 موظف وستغلق ثلث مواقع الشركة ، معظمها خارج الولايات المتحدة.
في 19 ديسمبر 2012 ، أُعلن أن Arris Group ستشتري مودم كابل Motorola Mobility وعمل فك التشفير مقابل 2.35 مليار دولار في معاملة نقدية وأسهم.
في مايو 2013 ، افتتحت موتورولا مصنعًا في فورت وورث ، تكساس ، بهدف تجميع الهواتف الذكية المخصصة في الولايات المتحدة. في ذروته ، كان المصنع يستخدم 3800 عامل. في 9 أبريل 2014 ، بعد رحيل Woodside ، تم تعيين Rick Osterloh مطور المنتج الرئيسي رئيسًا جديدًا لشركة موتورولا.
في ظل ملكية جوجل، سيتم تعزيز حصة موتورولا في السوق من خلال التركيز على الهواتف الذكية عالية الجودة للمبتدئين ، والتي تستهدف بشكل أساسي الأسواق الناشئة ؛ في الربع الأول من عام 2014 ، باعت موتورولا 6.5 مليون هاتف - مدفوعة بالمبيعات القوية من هاتف Moto G منخفض الجودة ، لا سيما في أسواق مثل الهند والمملكة المتحدة - حيث استحوذت الشركة على 6٪ من مبيعات الهواتف الذكية المباعة في الربع ، ارتفاعًا من الصفر تقريبًا. وقد تضاعفت هذه الأهداف أكثر من خلال تقديم Moto E في مايو 2014 - وهو جهاز منخفض التكلفة يستهدف مالكي الهواتف الذكية لأول مرة في الأسواق الناشئة. في مايو 2014 ، أعلنت شركة Motorola أنها ستغلق مصنعها في Fort Worth بحلول نهاية العام ، مشيرة إلى ارتفاع تكاليف التصنيع المحلي إلى جانب ضعف مبيعات Moto X (التي تم تخصيصها وتجميعها في المصنع) و زيادة تركيز الشركة على الأجهزة المنخفضة والأسواق الناشئة.

### 2014 إلى الوقت الحاضر: تحت ملكية لينوفو
في 29 يناير 2014 ، أعلنت Google أنها ستقوم ، بانتظار الموافقة التنظيمية ، ببيع Motorola Mobility لشركة التكنولوجيا الصينية لينوفو مقابل 2.91 مليار دولار أمريكي في صفقة نقدية وأسهم ،  مع رؤية بيع 750 مليون دولار من أسهم لينوفو لشركة جوجل. احتفظت جوجل بوحدة التقنيات والمشاريع المتقدمة (التي تم دمجها في فريق Android الرئيسي) ، وجميع براءات الاختراع الخاصة بالشركة باستثناء 2000. كشفت Lenovo بشكل بارز عن نيتها في دخول سوق الهواتف الذكية في الولايات المتحدة ، وقد أعربت سابقًا عن رغبتها في الحصول على BlackBerry ، ولكن تم حظرها من قبل الحكومة الكندية بسبب مخاوف تتعلق بالأمن القومي. تم الانتهاء من الاستحواذ في 30 أكتوبر 2014. ظل المقر الرئيسي للشركة في شيكاغو ، واستمرت في استخدام ماركة Motorola ، بينما استمر Liu Jun (刘军) - أصبح رئيسًا لقطاع الأجهزة المحمولة في لينوفو ، رئيسًا للشركة.
في 26 يناير 2015 ، نظرًا لملكيتها الجديدة ، أعادت Motorola Mobility إطلاق خط إنتاجها في الصين مع الإصدار المحلي للجيل الثاني من Moto X ، والإصدار القادم من Moto G LTE و Moto X Pro (إعادة Nexus 6 ) في الوقت المناسب للعام الصيني الجديد .
حافظت لينوفو على نهج "عدم التدخل" فيما يتعلق بتطوير منتجات Motorola. أوضح المصمم جيم ويكس أن "جوجل كان لها تأثير ضئيل للغاية ولينوفو كانت هي نفسها." واصلت الشركة الانخراط في الممارسات التي اعتمدتها في إطار Google ، مثل استخدام ما يقرب من "مخزون" Android ، وتقليل أسعار المنافسين مع تقديم أجهزة فائقة (كما شجعت لينوفو ) ، والتركيز بشكل أكبر على التعامل المباشر مع المستهلك بيع الهواتف غير المؤمنة في سوق الولايات المتحدة (على عكس الإصدارات المدعومة من شركة النقل). في 28 يوليو 2015 ، كشفت Motorola النقاب عن ثلاثة أجهزة جديدة ، وأولها تحت ملكية لينوفو - الجيل الثالث من Moto G وMoto X Play وMoto X Style - في ثلاثة أحداث منفصلة.

### التكامل مع لينوفو
Leفي أغسطس 2015 ، أعلنت لينوفو أنها ستدمج قسم الهواتف الذكية الحالي ، بما في ذلك التصميم والتطوير والتصنيع ، في وحدة Motorola Mobility. جاء هذا الإعلان بالإضافة إلى إلغاء 3200 وظيفة في الشركة بأكملها. ونتيجة لهذا التغيير ، ستكون Motorola Mobility مسؤولة عن تطوير وإنتاج خط إنتاج "Moto" الخاص بها ، بالإضافة إلى مجموعة "Vibe" الخاصة بـ لينوفو . novo
في يناير 2016 ، أعلنت لينوفو أنه سيتم التقليل من أهمية اسم "Motorola" في الاستخدام العام لصالح العلامة التجارية "Moto". وأوضحت شركة Motorola Mobility لاحقًا أن علامة "Motorola" التجارية ستستمر في تغليف المنتجات ومن خلال حاملي تراخيص علامتها التجارية. قالت الشركة إن "إرث Motorola قريب وعزيز علينا كمصممي منتجات ومهندسين وموظفي موتورولا، ومن الواضح أنه مهم للكثير منكم ممن تربطهم علاقات طويلة بنا. نخطط لمواصلة ذلك تحت إشراف الشركة الأم ، لينوفو . " 
رداً على ادعاءات أحد المسؤولين التنفيذيين في Lenovo بأن الأجهزة المتطورة فقط سيتم إنتاجها تحت اسم "Moto" ، مع دمج الأجهزة المنخفضة في علامة لينوفو التجارية "Vibe" الحالية ، أوضحت موتورولا موبيليتي خططها وأوضحت أنها ستستمر لإطلاق منتجات منخفضة الجودة تحت علامة Moto التجارية ، بما في ذلك خطوط Moto G و Moto E الشهيرة. صرحت موتورولا أنه سيكون هناك تداخل بين خطوط Vibe و Moto في بعض نقاط الأسعار والأقاليم ، لكن كلا العلامتين التجاريتين سيكون لهما "هويات" وتجارب مختلفة. سيتم وضع أجهزة Moto على أنها منتجات "مبتكرة" و "رائدة" ، وستكون Vibe "علامة تجارية منافسة للسوق الشامل".
في نوفمبر 2016 ، أفيد أن لينوفو ستضع علامة تجارية على جميع هواتفها الذكية المستقبلية تحت العلامة التجارية "Moto by Lenovo". في مارس 2017 ، أفيد أن لينوفو ستستمر في استخدام العلامة التجارية والشعار "Motorola" ، مشيرة إلى الاعتراف بها كعلامة تجارية للهواتف المحمولة. علاوة على ذلك ، صرح رئيس شركة Motorola Aymar de Lencquesaing أن لينوفو تخطط للتخلص التدريجي من هواتفها الذكية التي تحمل علامتها التجارية لصالح موتورولا.
تحت إدارة لينوفو ، واجهت موتورولا انتقادات بسبب التزامها الضعيف بشكل متزايد بالحفاظ على تحديثات برامج Android لأجهزتها ، ويتجلى ذلك في الردود السلبية على إعلان عام 2019 بأن تحديثات Android 9.0 "Pie" على Moto Z2 Force في الولايات المتحدة ستكون متاحة فقط إلى طراز Verizon Wireless .